# Sjundeå å
Sjundeå å (finska Siuntionjoki) är ett vattendrag huvudsakligen inom gränserna för Sjundeå kommun, Nyland, Södra Finlands län. Åns längd är ca 50 km. Tre sjöar ligger längs åns lopp: Björnträsk, Tjusträsk och Vikträsk. I norr befinner sig också sjöarna Enäjärvi och Poikkipuoliainen i Vichtis inom åns avrinningsområde. Sjundeå ås sista rinnsträcka från Vikträsk till Pickalaviken kallas ofta Pickalaån.
Under stenåldern var området för dagens Sjundeå å en havsvik som successivt dragit sig söderut och lämnat ån efter sig. Ännu på medeltiden var den sydligaste sjön Vikträsk en havsvik (därav namnet). Eftersom stora delar av markerna kring Sjundeå å (och speciellt den västliga grenen Kyrkån) är uppodlade är Sjundeå å ett mycket grumligt vattendrag. Vattnet är övergött på grund av de gödselämnen som sköljs ned i vattnet från jordbruken.
Trakten ingår i den hemiboreala klimatzonen. Årsmedeltemperaturen i trakten är 3 °C. Den varmaste månaden är juli, då medeltemperaturen är 18 °C, och den kallaste är januari, med −12 °C.